# Выселковское сельское поселение
Выселковское сельское поселение — муниципальное образование в Выселковском районе Краснодарского края России.
В рамках административно-территориального устройства Краснодарского края ему соответствует Выселковский сельский округ.
Административный центр — станица Выселки.

## Население
| 2010    | 2012    | 2013    | 2014    | 2015    | 2016    | 2017    |
| ------- | ------- | ------- | ------- | ------- | ------- | ------- |
| 20 636  | ↗20 768 | ↘20 710 | ↗20 794 | ↘20 719 | ↗20 798 | ↘20 747 |
| 2018    | 2019    | 2020    | 2021    | 2023    |         |         |
| ↘20 725 | ↘20 564 | ↘20 363 | ↗21 089 | ↘20 715 |         |         |

## Населённые пункты
В состав сельского поселения (сельского округа) входят 3 населённых пункта:
| № | Населённый пункт     | Тип населённого пункта | Население (чел.) |
| - | -------------------- | ---------------------- | ---------------- |
| 1 | Выселки              | станица                | ↗19 955          |
| 2 | Иногородне-Малёваный | хутор                  | ↗672             |
| 3 | Первомайское         | село                   | ↘538             |